# Fracción de eyección
La fracción de eyección (FEVI) de un corazón es la medida más importante del funcionamiento cardíaco. Este valor, expresado en porcentaje, mide la disminución del volumen del ventrículo izquierdo del corazón en sístole, con respecto a la diástole, por lo que una fracción de eyección del 50% significa que el corazón, al contraerse, reduce el volumen de su ventrículo izquierdo a la mitad, con respecto a su posición relajada. Es decir, es la medida porcentual del volumen eyectado por el ventrículo izquierdo durante un en una unidad de tiempo.
Los valores normales de fracciones de eyección es de mayor o igual a 50 %. Valores entre 40 % y 50 % pueden significar un principio de insuficiencia cardíaca. Valores menores de 30 % indican una insuficiencia moderada.
En pacientes que han sufrido un Infarto Agudo al Miocardio (IAM), la fracción de eyección sirve como un indicador de riesgo (junto con otros elementos).
- Bajo riesgo: Fracción de eyección mayor o igual a 50 %
- Riesgo moderado: Fracción de eyección entre 36-49 %
- Alto riesgo: Fracción de eyección menor o igual a 35 %

## Fórmula
La fracción de eyección se calcula con la fórmula: 
{\displaystyle FE(\%)={\frac {VDF-VSF}{VDF}}\times 100}
- FE = Fracción de eyección
- VS = Volumen sistólico
- VDF = Volumen diastólico final
- VSF = Volumen sistólico final

Por tanto, la fracción de eyección es igual al volumen diastólico final menos el volumen sistólico final, dividido por el volumen diastólico final y multiplicado por 100.
El volumen de eyección del ventrículo izquierdo normal es de 68 ml/min.

## Utilidad
Se utiliza para la clasificación volumétrica-funcional de la insuficiencia cardíaca:
- Insuficiencia cardíaca con fracción de eyección preservada (IC-FEp): FEVI ≥50%
- Insuficiencia cardíaca con fracción de eyección reducida (IC-FEr): FEVI ≤40%
- Insuficiencia cardíaca con fracción de eyección intermedia: FEVI 40-50%[4]